# VM i ishockey 1983
Verdensmesterskabet i ishockey 1983 var det 49. VM i ishockey, arrangeret af IIHF. For de europæiske hold gjaldt det samtidig som det 60. europamesterskab. Mesterskabet blev afviklet i tre niveauer som A-, B- og C-VM:
A-VM i Dortmund, Düsseldorf og München, Vesttyskland i perioden 16. april – 2. maj 1983.
B-VM i Tokyo, Japan i perioden 21. – 31. marts 1983.
C-VM i Budapest, Ungarn i perioden 11. – 20. marts 1983.
Der var tilmeldt 24 hold til mesterskabet – det samme antal som året før. De otte bedste hold spillede om A-VM, de otte næstbedste hold spillede om B-VM, mens de sidste otte hold spillede C-VM.
Sovjetunionen blev verdensmester for 19. gang – og for femte gang i træk. Samtidig blev holdet europamester for 22. gang. Holdet gik ubesejret gennem turneringen med 9 sejre og 1 uafgjort kamp, men alligevel blev titlen afgjort på målforskel. Sølvmedaljerne gik til Tjekkoslovakiet ligesom ved VM året før, mens Canada for andet år i træk vandt bronze. 
| A-VM 1983 | A-VM 1983       |
| --------- | --------------- |
| Guld      | Sovjetunionen   |
| Sølv      | Tjekkoslovakiet |
| Bronze    | Canada          |
| 4.        | Sverige         |
| 5.        | Vesttyskland    |
| 6.        | DDR             |
| 7.        | Finland         |
| 8.        | Italien         |

| B-VM 1983 | B-VM 1983   |
| --------- | ----------- |
| 9.        | USA         |
| 10.       | Polen       |
| 11.       | Østrig      |
| 12.       | Norge       |
| 13.       | Japan       |
| 14.       | Schweiz     |
| 15.       | Rumænien    |
| 16.       | Jugoslavien |

| C-VM 1983 | C-VM 1983 |
| --------- | --------- |
| 17.       | Holland   |
| 18.       | Ungarn    |
| 19.       | Kina      |
| 20.       | Danmark   |
| 21.       | Frankrig  |
| 22.       | Bulgarien |
| 23.       | Spanien   |
| 24.       | Nordkorea |

| Sport | Spire Denne artikel om sport er en spire som bør udbygges. Du er velkommen til at hjælpe Wikipedia ved at udvide den. |